# Harvard College Observatory
El Harvard College Observatory (o HCO) és un observatori astronòmic. Compta amb una institució que gestiona una sèrie d'edificis, institucions de menor importància i instruments diversos utilitzats per diferents investigacions astronòmiques; pertany al Departament d'Astronomia de la Universitat Harvard i està ubicat a la ciutat de Cambridge, Massachusetts, Estats Units: fou fundat l'any 1839.
Disposa d'un refractor acromàtic de 38cm d'obertura que fou, durant 20 anys (1847-1867), el major dels Estats Units; fou fabricat a Europa per la companyia alemanya "Merz i Mahler" de Múnic (Alemanya), famosos òptics constructors d'altres importants telescopis.
Actualment, juntament amb el Smithsonian Astrophysical Observatory (S.A.O.) forma part del Smithsonian Center for Astrophysics.
El seu primer director (sense salari) fou el rellotger i astrònom aficionat William Cranch Bond (1789-1859), qui, després de la seva mort, seria succeït pel seu fill George Phillips Bond (1825-1865).
En aquestes instal·lacions, entre els anys 1847 i 1852 es duren a terme els primers treballs astrofotogràfics estatunidencs, concretament la fotografia de la Lluna i més tard el brillant estel Vega. Durant una vintena d'anys es dedicà a l'observació visual dels planetes i estels fins que el 1877, amb el nomenament del quart director Edward Charles Pickering, s'abandonà aquest tipus d'activitats per dedicar-s'hi plenament a la fotografia estel·lar. El seu germà petit William Henry Pickering, també n'efectuà nombroses observacions, treballs i estudis en les seves instal·lacions, establint (el 1900) un observatori provisional a Mandeville (Jamaica), per efectuar-hi observacions del planeta Mart.
En l'actualitat, amb instruments més avançats, es dedica a l'estudi del medi interestel·lar, estels i objectes compactes, astronomia extragalàctica i física estel·lar.